# 蘇·史東 (提姆·史多利系列)
蘇珊·「蘇」·史東-理查斯（英語：Susan "Sue" Storm-Richards），或稱隱形女（英語：Invisible Woman），是提姆·史多利《驚奇4超人》系列中的虛構角色，改編自史丹·李和傑克·科比共同創作的漫威漫畫旗下角色隱形女，由潔西卡·艾芭飾演。
蘇·史東首次登場於2005年電影《驚奇4超人》，是馮·杜姆工業基因研究指導，也是公司負責人維克多·馮·杜姆的女朋友。當她的前男友李德·理查斯向維克多提出讓他資助自己的宇宙風暴實驗時，馮·杜姆邀請蘇一同前往，同行的還有她的弟弟強尼·史東以及李德的好友班·格林姆。然而風暴比預期更早來臨，五人被宇宙輻射吞沒，返回地球後，他們陸續發現自己的外形產生轉變並擁有超能力，其中蘇獲得了隱形和產生力場屏障的超能力。剛開始時，蘇試圖讓李德、強尼和班遠離公眾場所避免引起關注，但後來她逐漸接受自己的超能力，並與李德變得親密，兩人後來更在日本結婚。
艾芭詮釋的蘇·史東受到評論家的褒貶不一、普遍負面的評價。

## 角色發展
蘇·史東首次登場於由史丹·李和傑克·科比共同創作的漫畫《驚奇4超人》第1期（1961年11月）。她是強尼·史東的姐姐，李德·理查斯的戀人，後來他們與班·格林姆共同組成超級英雄團隊驚奇4超人。此外，蘇與納摩也有一段情。
該角最先計劃由莎莉·賽隆飾演。2004年7月，潔西卡·艾芭簽約出演。當時艾芭與二十世紀福斯（現二十世紀影業）簽下三部《驚奇4超人》片約，但由於續作《驚奇4超人：銀色衝浪手現身》的票房口碑不佳，福斯並未製作第三部《驚奇4超人》電影。
2009年9月，據報導福斯計劃重啟《驚奇4超人》系列電影。2014年1月，凱特·瑪拉、瑟夏·羅南、瑪格·羅比和艾美·羅森也為新的隱形女進行試鏡。2014年2月，瑪拉正式獲選出演隱形女。

## 獎項
| 年份 | 電影                          | 獎項           | 類別                               | 結果 | 來源   |
| ---- | ----------------------------- | -------------- | ---------------------------------- | ---- | ------ |
| 2006 | 《驚奇4超人》                 | MTV電影大獎    | 最佳搭檔                           | 提名 | [ 9 ]  |
| 2006 | 《驚奇4超人》                 | MTV電影大獎    | 最佳女超級英雄                     | 提名 | [ 9 ]  |
| 2006 | 《驚奇4超人》                 | Imagen基金會獎 | 最佳女主角                         | 提名 | [ 9 ]  |
| 2006 | 《驚奇4超人》                 | 兒童票選獎     | 最受歡迎電影女演員                 | 提名 | [ 9 ]  |
| 2006 | 《驚奇4超人》                 | 金酸莓獎       | 最差女主角                         | 提名 | [ 9 ]  |
| 2006 | 《驚奇4超人》                 | 尖叫獎         | 最性感超級英雄                     | 獲獎 | [ 9 ]  |
| 2006 | 《驚奇4超人》                 | 青少年票選獎   | 電影選擇獎：動作／劇情片電影女演員 | 提名 | [ 9 ]  |
| 2007 | 《驚奇4超人：銀色衝浪手現身》 | 尖叫獎         | 最性感超級英雄                     | 獲獎 | [ 10 ] |
| 2007 | 《驚奇4超人：銀色衝浪手現身》 | 青少年票選獎   | 電影選擇獎：動作／冒險片電影女演員 | 提名 | [ 10 ] |
| 2007 | 《驚奇4超人：銀色衝浪手現身》 | 青少年票選獎   | 電影選擇獎：怒火戲                 | 提名 | [ 10 ] |
| 2008 | 《驚奇4超人：銀色衝浪手現身》 | 金酸莓獎       | 最差女主角                         | 提名 | [ 10 ] |
| 2008 | 《驚奇4超人：銀色衝浪手現身》 | 金酸莓獎       | 最差搭檔                           | 提名 | [ 10 ] |
| 2008 | 《驚奇4超人：銀色衝浪手現身》 | 兒童票選獎     | 最受歡迎電影女演員                 | 獲獎 | [ 10 ] |

## 備註
1. ↑  與伊恩·葛魯佛、克里斯·伊凡和麥克·切克里斯共同獲提名。
2. ↑  與伊恩·葛魯佛共同獲提名。

## 外部連結
- 蘇·史東／隱形女 （页面存档备份，存于） 漫威漫畫維基百科